# Sterculia hainanensis
Sterculia hainanensis là một loài thực vật có hoa trong họ Cẩm quỳ. Loài này được Merr. & Chun miêu tả khoa học đầu tiên năm 1935.